# 安德魯·威爾
安德魯·湯瑪斯·威爾（Andrew Thomas Weil，1942年7月8日—）是美國兼用藥物治療與自然療法的醫生、教授及作家，同時也是亞歷桑納大學附設整合醫學中心的創辦人、教授以及整合醫學計畫的主持人，他在哈佛大學獲得生物學、醫學雙學位後，畢生致力於建立結合傳統醫學與替代醫學方面的整合醫學研究領域。威爾認為一般病患除了採取西方醫學的處方之外，也需要接受一些替代性療法，例如使用ω-3脂肪酸、維生素D、草藥，甚至是冥想等“精神”方面的療法，然而一些主流醫學的專家則批評，威爾屏除了各方面有關實證醫學的理論，反而去提倡那些沒有經過驗證的理念。
威爾有許多關於替代醫學的著作，例如自癒力-痊癒之鑰在自己（Spontaneous Healing）、八週讓你恢復健康活力（8 Weeks to Optimum Health）、老得很健康（Healthy Aging）等書，這些著作在全世界銷售量已超過一千萬本，他也曾是賴瑞金現場、歐普拉脫口秀及今日晨間脫口秀的來賓之一，也因為他在替代醫學領域無遠弗屆的影響力，過去曾於1997年與2005年二度登上時代雜誌的封面人物。

## 腳註
1. ↑  Hans A. Baer. . Medical Anthropology Quarterly. 2003-06-01, 17 (2): 233–250  [2018-04-02]. ISSN 1548-1387. doi:10.1525/maq.2003.17.2.233. （原始内容存档于2023-11-15） （英语）.
2. ↑  Directors （页面存档备份，存于），Arizona，The University of Arizona
3. ↑  Andrew Weil Biography （页面存档备份，存于） - Academy of Achievement.
4. ↑  . Publisher's Weekly. 2014-03-08  [2014-03-08]. （原始内容存档于2020-08-28）.
5. ↑  書名翻譯 （页面存档备份，存于），台灣，博客來
6. ↑  書名翻譯 （页面存档备份，存于），台灣，誠品網路書店
7. ↑  書名翻譯 （页面存档备份，存于），台灣，博客來
8. ↑  . The Huffington Post.   [2014-03-08]. （原始内容存档于2016-05-29）.

## 延伸連結
- 安德魯·威爾 官方網站 （页面存档备份，存于）
- 亞利桑那整合醫學中心 （页面存档备份，存于），亞利桑那大學